# 交野警察署
交野警察署（かたのけいさつしょ）とは大阪府警察が管轄する警察署である。大阪府警察で2番目に新しい警察署である。

## 所在地
- 大阪府交野市倉治一丁目40番1号
  - 大阪府道736号沿い。
  - 最寄り駅：JR片町線（学研都市線）津田駅
  - 最寄りバス停：京阪バス交野警察署前

## 管轄
- 交野市
- 枚方市東部（おおむね国道1号・大阪府道18号より東側）
  - 大峰北町一丁目・二丁目、大峰東町、大峰南町、大峰元町一丁目・二丁目
  - 春日北町一丁目 - 五丁目、春日西町一丁目 - 四丁目、春日野一丁目・二丁目、春日東町一丁目・二丁目、春日元町一丁目・二丁目
  - 北山一丁目
  - 招提大谷一丁目 - 三丁目
  - 大字杉、杉一丁目 - 四丁目、杉北町一丁目、杉責谷一丁目、杉山手一丁目 - 三丁目
  - 宗谷一丁目・二丁目、
  - 大字尊延寺、尊延寺一丁目 - 六丁目、
  - 田口山一丁目 - 三丁目、
  - 大字津田、津田駅前一丁目・二丁目、津田北町一丁目 - 三丁目、津田西町一丁目 - 三丁目、津田東町一丁目 - 三丁目、津田南町一丁目・二丁目、津田元町一丁目 - 四丁目、津田山手一丁目・二丁目、
  - 出屋敷元町一丁目・二丁目、
  - 長尾荒阪一丁目・二丁目、長尾家具町一丁目 - 五丁目、長尾北町一丁目 - 三丁目、長尾台一丁目 - 四丁目、長尾谷町一丁目 - 三丁目、長尾峠町、長尾西町一丁目 - 三丁目、長尾播磨谷一丁目、長尾東町一丁目 - 三丁目、長尾宮前一丁目・二丁目、長尾元町一丁目 - 七丁目
  - 野村北町、野村中町、野村南町、野村元町
  - 氷室台一丁目
  - 藤阪北町、藤阪天神町、藤阪中町、藤阪西町、藤阪東町一丁目 - 四丁目、藤阪南町一丁目 - 三丁目、藤阪元町一丁目 - 三丁目
  - 大字穂谷、穂谷一丁目 - 四丁目
  - 山田池北町、山田池公園、山田池東町、山田池南町及び王仁公園

## 沿革
- 2011年（平成23年）10月22日 - 警察署名を当初の計画だった枚方第二警察署から交野警察署にすることを決定。
- 2012年（平成24年）7月2日 - 大阪府警察65番目の警察署として開署。大阪府警察では1994年（平成6年）の関西空港警察署以来18年ぶりの新設警察署となる。同日に、枚方警察署から交野市と枚方市東部の管轄を移管。

## 交番

### 交野市
- 交野市駅前交番 - 交野市私部西一丁目8番1号（交野警察署開設により、これまで受理していた運転免許証の更新などの交通関係事務が交野警察署に移行の形で廃止された）
- 倉治交番 - 交野市倉治三丁目4番1号
- 星田交番 - 交野市星田一丁目49番1号
- 磐船交番 - 交野市私市三丁目8番1号

### 枚方市
- 菅原交番 - 枚方市長尾元町五丁目2番1号
- 長尾交番 - 枚方市長尾家具町二丁目39番地
- 津田交番 - 枚方市津田北町二丁目23番1号
- 氷室交番 - 枚方市尊延寺六丁目1番1号